# Joseph Othmar von Rauscher
Jozef Othmar von Rauscher (Wenen, 6 oktober 1797 - aldaar, 24 november 1875) was een Oostenrijkse rooms-katholieke kardinaal, en prins-aartsbisschop van Wenen.

## Jeugd en roeping
Hij werd geboren als oudste zoon van Ridder Franz Seraph von Rauscher, een vooraanstaand katholieke edelman uit Wenen. 
Hij studeerde eerst (op verzoek van zijn vader) aan het gymnasium van Wenen. Als jongeling publiceerde hij enkele gedichten. Later vond hij een roeping. Zijn ouders verzetten zich tegen het idee dat hun zoon geestelijke zou worden, maar zonder succes.
In 1823 werd hij tot priester gewijd, waarna hij werkzaam werd in de pastorale zorg. Sinds 1825 doceerde hij als hoogleraar kerkgeschiedenis en canoniek recht aan het lyceum in Salzburg. In 1849 werd hij benoemd tot bisschop van Seckau, hij ontving zijn wijding uit de handen van Friedrich Kardinaal von Schwarzenberg. Een paar jaar later tot aartsbisschop van Wenen. Rauscher, die - vanwege zijn langdradige preken - de bijnaam Plauscher verwierf, zegende op 24 april 1854 het huwelijk in tussen keizer Frans Jozef I en Elisabeth in Beieren (Sisi).
Rauscher was betrokken bij de totstandkoming van het concordaat tussen Oostenrijk en de Heilige Stoel, dat een einde maakte aan de onderschikking van de katholieke hiërarchie aan het keizerlijk gezag.
In 1870 nam hij deel aan het Eerste Vaticaans Concilie, waarbij het dogma van de pauselijke onfeilbaarheid werd vastgesteld.

## Varia
In 1862 wijdde hij zijn opvolger Johann Rudolf Kutschker tot bisschop.
- Bibliothèque nationale de France: cb10683256r (data)
- CiNii: DA08804442
- Gemeinsame Normdatei: 118787977
- International Standard Name Identifier: 0000 0001 1772 7888
- Nationale Bibliotheek van Tsjechië: jx20090402013
- Nationale Bibliotheek van Polen: a0000003191339
- Nederlandse Thesaurus van Auteursnamen: 073859141
- SNAC: w6282fkz
- Système universitaire de documentation: 203646371
- Virtual International Authority File: 84450180
- WorldCat: E39PBJk4xXCJTG7r7XxvRRfQbd